# Sit tibi terra levis
La locuzione latina Sit tibi terra levis, tradotta letteralmente, significa "che la terra ti sia lieve".

## Etimologia
Durante l'epoca del Paganesimo era un auspicio frequentemente utilizzato come epigrafe per le tombe latine e greche. L'origine della locuzione è da ricercare nell'immagine del peso della terra sul corpo del defunto, che dà a chi ne piange la perdita un senso di angoscia e di oppressione. La locuzione si trova citata letteralmente in Marziale, Epigrammata, IX, 29 e rielaborata ibidem, V, 34. Si presta all'epigrafe metrica costituendo emistichio di pentametro dattilico. La stessa locuzione si trova anche in Euripide, Alcesti, 462-463, (Il fiore delle sentenze latine e greche, Biblioteca Universale Rizzoli, febbraio 1993, EAN 9788817149291).
Vi si può leggere un'analogia con il saluto cristiano requiescat in pace, che tuttavia richiama indirettamente alla credenza nell'oltretomba. Proprio per questo motivo la locuzione in oggetto è oggi impiegata da coloro che, per varie motivazioni, desiderano porgere al defunto (o più che altro ai suoi congiunti) un ultimo omaggio "laico", spogliato da ogni connotazione religiosa.

## Nella poesia
La locuzione ricorre anche nella poesia Che la terra ti sia finalmente lieve di Alda Merini.